# Kherli
Kherli é uma cidade e um município no distrito de Alwar, no estado indiano de Rajastão.

## Demografia
Segundo o censo de 2001, Kherli tinha uma população de 15,494 habitantes. Os indivíduos do sexo masculino constituem 54% da população e os do sexo feminino 46%. Kherli tem uma taxa de literacia de 73%, superior à média nacional de 59.5%: a literacia no sexo masculino é de 81% e no sexo feminino é de 65%. Em Kherli, 14% da população está abaixo dos 6 anos de idade.